# Лабрадор ретривер
Лабрадор ретривер или само лабрадор (колокв. скр. лаб) је један од неколико врста ретривера, врста птичара. Лабрадор се сматра за најпопуларнију расу паса на свету, а најпопуларнија је раса по регистрацији у САД-у (од 1991),
Уједињеном Краљевству, Пољској те неколико других држава. 
Такође је најпопуларнија раса пса асистента у САД, Аустралији и многим другим државама. Такође се много користи и у полицији и другим званичним телима због детекције и радних способности.
Веома су друштвени, нежни, паметни, снажни и пси добре нарави, а генерално се сматрају за добре човекове пријатеље свих старосних доба (укључујући висок ниво толеранције и стрпљења за децу), 
и то их чини одличним радним псима. Ови пси су веома лојални и одлични су пливачи. Могу се користити у разним шоу-програмима. Добро трениран, лабрадор је један од најодговорнијих, најпослушнијих и најталентованијих раса на свету.

## Спољашњост
- Снажно грађен, широке лобање, широких и дубоких прса и ребара.
- Кратак и снажан у слабинама и стражњем делу.

## Нарав
Лабрадор је сналажљив и интелигентан, али и послушан и привржен пас. Веома је друштвен, али и безгранично стрпљив. Изузетно се добро слаже са децом и другим кућним љубимцима. Нежан је и пажљив до те мере да у устима може носити живо јаје а да га не разбије. Са друге стране, велики је и  може бити веома трапав, када је у питању живот у стану и малом простору. Веома је активан и као млад пас захтева доста пажње и игре.

## Здравље
Дисплазија кукова, односно коксофеморалног зглоба је врло честа код лабрадор ретривера, и наследна је. Једини начин да се она сузбије је отклањање и елиминација јединки из репродукције које имају дисплазију кукова. Већина земаља, чланица ФЦИ-а, као битан податак за употребу паса у приплоду, обавезно инсистирају на РТГ- снимку овог зглоба за чије снимање се издају лиценце, а очитавање је комисијски и резултати се објављују у званичним, регуларним кинолошким друштвима тако да се све малверзације избегну; сви бивају упознати с оним јединкама који имају дисплазију, односно псима који се не могу користити у приплоду. Нажалост, овим су погођени и типични екстеријерни пси, шампиони, а на савести узгајивача је и интересу пасмине да се такви пси стварно не користе у приплоду.
Атрофија ретине је такође у великом броју оптеретила ову пасмину јер се преноси и потребно је обавити преглед очног дна (фундуса). Идеално је када би пси који се користе у приплоду били катаракта негативни; ипак, често смо сведоци да лабрадори и пре неке озбиљне старости потпуно изгубе вид и ослепе. На срећу, атрофија ретине је далеко ређе обољење код лабрадора.
Остеохондроза се код лабрадора углавном појављује у периоду интензивног раста, од 4. до 8. месеца старости, углавном као упала покоснице, и то најчешће костију лакта, који касније прераста у артритис, а предиспонирајући фактори су: хормонална неуравнотеженост, исхрана, рад и нагли раст.
Од осталих болести које се, срећом, много ређе јављају су глувоћа, епилепсија, парализа душника, повраћање хране.

## Познати лабрадори
- Кони Полгрејв — кућни љубимац Владимира Путина

## Галерија
- Неке врсте Лабрадора су брзе и покретљиве, баш као лабрадор на слици
- Лабрадор ретривер одмара
- Нос црног Лабрадора увек је црн
- Нос жутог Лабрадора може бити црне или розе боје (што није прихватљиво по стандарду расе; енгл. NBP / No Black Pigment)
- Црно штене
- Лабрадор ретривер штене браон
- Браон лабрадор ретривер
- Кони Полгрејв и Путин